# Vrm (parroquia)
Vrm (en serbio: Врм (жупа), era una parroquia medieval en Travunia.

## Historia
La parroquia de Vrm es mencionada por primera vez en el «De Administrando Imperio» del emperador bizantino Constantino VII Porfirogénito como parte del territorio de Travunia. La ciudad de Vrm se equipara con la medieval Klobuk. El príncipe de Hum Ljutovid era de Klobuk, quien luchó del lado del emperador bizantino Constantino IX Monómaco contra el príncipe serbio Stefan Vojislav, sobrino de Jovan Vladimir. La batalla de Klobuk fue una de las mayores batallas del levantamiento del príncipe Vojislav y culminó con la victoria del ejército serbio, que, según crónica del Preste de Doclea, estaba liderado por Gojislav, hijo de Stefan Vojislav. Se construyó una ciudad en la colina de Klobuk, probablemente después de Vrm. La parroquia de Vrm también se menciona en 1280. En una fuente histórica del 23 de febrero de 1280, se menciona a un tal Radovan de Vrm. En 1318, durante la guerra con el rey serbio Milutin, los habitantes de Dubrovnik prohibieron a sus comerciantes viajar a Vrm. Después de 1391, Vrm formó parte del estado de Pavle Radinović, a quien los habitantes de Dubrovnik enviaron un médico en 1395 mientras se encontraba en Vrm. En los documentos de Dubrovnik, Vrm fue una vez una ciudad, al igual que Klobuk, y una vez una parroquia. En 1399, los Korjenić vivían en la parroquia de Vrm. Bogčin Korjenić, su representante, desempeñó un papel destacado en esta zona. En el conflicto entre Pavle Radinović y Sandalj Hranić, Vrm pasó a formar parte de las tierras de Radinović entre 1392 y 1398. El duque Stjepan Vukčić capturó Trebinje en 1448. Vrm también pasó a formar parte de su estado. La parroquia se menciona como su posesión en 1444, 1448 y 1454. Vrm ha sido parte del Imperio otomano desde 1477.